# 宮本泰介
宮本 泰介（みやもと たいすけ、1973年（昭和48年）1月19日 - ）は、日本の政治家。千葉県習志野市長（4期）。習志野市議会議員を連続3期歴任（第28代副議長）。

## 概要
千葉県習志野市屋敷出身・在住。やひろ学園（モンテッソーリ子どもの家）、習志野市立屋敷幼稚園を卒園。習志野市立屋敷小学校に入学直後の夏休みに、父親の転勤に伴い兵庫県西宮市へ転出、西宮市立甲東小学校に転入し卒業。西宮市立甲陵中学校2年生の夏休みに帰郷して習志野市立第六中学校に転入し卒業。八千代松陰高等学校卒業後、東京アナウンス学院に入学。
1995年4月、八千代国際大学（現 秀明大学）政治経済学部政治学科に入学し1999年3月に卒業。直後の4月に執行された習志野市議会議員選挙(統一地方選挙)に立候補、当時最年少26歳3か月で初当選。以後3期連続で当選。2007年から2年間は副議長歴任。
2011年4月、習志野市長選挙(統一地方選挙)に無所属（推薦=自公）で立候補（市議会議員自動退任）、新人5人による選挙にて初当選。
4月27日、第六代習志野市長に就任。
2015年4月に再選(推薦=自公・連合千葉)。
2019年4月に3選(推薦=自公・連合千葉)。
2023年4月に4選(推薦=自公・連合千葉)。
現在4期目。

## テレビ出演
- 日曜ビッグバラエティ（テレビ東京系）「緊急SOS!池の水ぜんぶ抜く大作戦」2017年6月25日
- 出没!アド街ック天国（テレビ東京系）2020年9月19日